# Двуглавый орёл
Двуглавый орёл — гербовая фигура в виде орла, имеющего две головы, обращённые вправо и влево, или двух орлов, расположенных друг за другом, когда от орла, расположенного на заднем плане, видна только голова.

## История

### Азия

#### Шумер, Вавилония и хетты
Вероятным предшественником «двуглавого орла Византии» является «двуглавый орёл Хеттского царства». При раскопках столицы Хеттского царства — Хаттусы (XII век до н. э., совр. Богазкёй) — было обнаружено изображение двуглавого орла на цилиндрических печатях, орёл держал в лапах двух зайцев. Двуглавые орлы были найдены на стенах монументальных сооружений других городов хеттской цивилизации.
Науке не известны ни имя, ни легенда «двуглавого орла» в хеттской мифологии. Можно утверждать, что «хеттский двуглавый орёл» имел предшественника в лице шумеро-вавилонского орла Анзуда, которого иногда изображали двуглавым.
Анзуд был божеством бури, молнии — в шумеро-аккадских легендах сказано, что Анзуд даже на некоторое время захватил «Таблицы судеб» и стал самым сильным богом, но всё же он был побеждён «богом войны» Нинуртой — во время битвы Нинурта разбил Анзуду голову и тот стал двухголовым (хотя чаще Анзуда изображали с одной головой). После победы Нинурта взял Анзуда в качестве своего символа-герба; изображение Анзуда помещали на знамёнах Шумера. Наиболее ценным ювелирным изделием Шумера считается подвеска в виде Анзуда (птица с головой львицы) — она сделана из золота и лазурита.

#### Индия
Двухголовая птица Гандаберунда известна в индуистской (ведийской) мифологии с глубокой древности. Имя этой птицы состоит из двух слов — «ганда» (сильный) и «берунда» (двухголовый). Гандаберунду предание связывает с богом Вишну и приписывает ей огромную силу: она часто изображается держащей слонов и львов в когтях и клюве.
Изображения Гандаберунды, барельефы и статуи встречаются повсеместно в индуистских храмах южной Индии. Гандаберунда использовалась династией Водеяров (c XIV в.) в Майсурском государстве в качестве королевской эмблемы, а на монетах оно впервые появилось в империи Виджаянагар во времена правления Ачьютадеварайи Тулувы (XVI в.). В современной Индии Гандаберунда используется в гербе штата Карнатака.

#### Китай
Двуглавый орёл является одним из существ изображённых на каменных барельефах династии Хань в Сюйчжоу. Каменные барельефы вырезались на каменных стенах усыпальниц или храмовых сооружений, бывают различного типа, весьма многочисленны, богаты по содержанию и тематике. Барельефы в Сюйчжоу появились в династии Западная Хань и достигли расцвета в династии Восточная Хань (25-220 годы нашей эры).

#### Ближний Восток и Малая Азия
В первом тысячелетии нашей эры изображения двуглавого орла встречаются в искусстве Сасанидского Ирана, откуда они, видимо, перекочёвывают в соседние страны — Византию и Армению.
Двуглавый орёл, как один из символов, использовался у Сельджукидов (XI по XIV вв).

### Двуглавый орёл в нумизматике
Монеты с изображением двуглавого орла использовались в Багдадском халифате с 1157 года. 
Монеты с изображением двуглавого орла присутствовали в сельджукской династии Зангидов у Имад ад-дин Занги II (1171—1197 годы) из Синджара, а также у Артикудов во времена правления Насир аль-Дин Махмуда (1200–1222 годы). Аналогичное изображение существовало в эпоху сельджукского Конийского султаната, символ с двуглавым орлом найден на печатях середины XIII века и одной монете, датированной концом XIII века. У Ильханов монеты с двуглавым орлом датируются периодом со второй половины XIII века, во время правления хана Абаги и до первой половины XIV века при султане Абу-Саиде. 
Двуглавый орёл встречается и на турецких медных монетах — мангирах (мангырах), чеканившихся с XIV века в бейликах и особенно часто при Эретнидах.
Сохранилось некоторое количество монет Золотой Орды, отчеканенных во времена правления ханов Узбека (1283—1341) и Джанибека (ум. 1357 г.), с изображением двуглавого орла, а также несколько монет, отчеканенных во времена правления хана Азиз-Шейха (1365—1367), с изображением двуглавого орла, помещённого в центре гексаграммы.
В Золотой Орде двуглавый орёл встречается на монетах с конца XIII по вторую половину XIV века. Наиболее ранними считают двуглавых орлов на медных фоллариях монетного двора Сакчи (район Дуная) с изображением тамги беклярибека Ногая (1235—1300). К настоящему времени не сохранилось в подлиннике ни одного официального документа (ярлыка) с печатью Узбека, Джанибека или Азиз-шейха, но сохранилась тамга Ногая с двуглавым орлом. На сохранившихся ярлыках двуглавый орёл не обнаружен.
Эмблема с изображением двуглавого орла появилась в XIII веке на монетах в восточной части Малой Азии, а потом проникла в денежное дело Золотой Орды.
- двуглавый орёл из собрания Музея каменного искусства династии Хань.
- Сельджукский орёл в музее Медресе Инче Минарет
- Барельеф Гандаберунды в индийском храме Келади[англ.]

### Византия
Согласно переизданной в 1904 году рукописи XVII века «О зачинании знак и знамён или прапоров»:
.

«…Цесаряне свой знак двоеглавого орла стали иметь, от такого случая как здесь объявлено будет. От создания мира в 3840-м году, тако же от зачала строения Рима града в 648 году, и от Рождества Христа Бога нашего за 102 года, был бой у Римлян с Цысарскими людьми, а в то время был у Римлян бурмистром и полковой воевода именем Каиюс Мариюс. И он Каиюс для особливого знаку, вместо головнаго знамя у всякаго легиона построил одноглавого орла, и Римляне держали тот знак до десятого года после Рождества Христа Бога нашего, во время государствования Цесаря Августа. И в то же время учинилося ещё между Римлян и Цесарями великие бои, и цесари троижды побили Римлян и взяли у них два знамя, сиречь два орла. И с того числа начали Цысаряне у себя иметь в знаме, в знаке и в печате двоеглавого орла» 
Похожую историю излагает в своей «Книге о флагах» и голландский картограф и географ Карл Аллард:

«Один орёл бысть во время старых римских цесарей; выображающ их силы, в котором последствии последние цесари даже и доднесь (после покоренна и соединения двух цесарств сиречь которые от востока и от запада) двоеглавый орёл в то место изабрали» 
На знамёнах «турок-сельджуков» были дракон, лев и двуглавый орёл в знак побед соответственно над китайцами, персами и византийцами. Этот ряд символов представляет скорее духовные, нежели государственные эмблемы. В Византии двуглавый орёл изображался в Трапезундской империи династии Комнинов и на гербе последней династии Палеологов, правившей с 1261 до 1453 года. 
Одним из примеров является двуглавый орёл вырезанный на саркофаге из серого мрамора, который был изготовлен ок. 1275 года по случаю смерти внучатой племянницы императора Михаила VIII Палеолога — Анны Мелиссины. 1290-ми годами датируются барельефы, посвящённые византийским императорам в церкви Божьей Матери Утешительницы в Арте. Существует целый ряд икон и картин XIV века с изображением византийских императоров в одеждах украшенных двуглавыми орлами.
Византийское наследие в виде барельефов с изображением двуглавого орла сохранились в греческих храмах, в частности на острове Парос, Пелопоннес и на Кипре.

### Священная Римская империя
Одно из наиболее ранних в Западной Европе изображений двуглавого орла датируется эпохой Крестовых походов (1180 год) и помещено на печати графа Людвига I фон Саарвердена. Чуть раньше (1140 год) изображение двуглавого орла встречается на резном деревянном потолке Палатинской капеллы в Палермо. 
Двуглавые орлы изображены на двух печатях магистров Ордена Тамплиеров относящихся к эпохе крестовых походов — Гийома де л'Эгля из Нормандии (1227 год) и Гийома дю Льежа из Ла-Рошель (1269 год). Древнейшее изображение двуглавого орла на щите, приписываемое  императору Оттону IV, присутствует в сочинении Матвея Парижского «Великая Хроника» (Chronica Majora), ок. 1250 года.
Как государственная эмблема Священной Римской империи двуглавый орёл был принят при императоре Сигизмунде в 1434 году или незадолго до этой даты. Орёл изображался чёрным на золотом щите, с золотыми же клювами и когтями, головы окружались нимбами. В новейшее время его венчали коронами, а в лапы поместили скипетр и меч (в правую), и державу (в левую).

### Балканы
Одно из старейших изображений двуглавого орла как сербского геральдического символа присутствует в Церкви Святых Апостолов Петра и Павла в Биело-Поле (1190 год) и позже прослеживается в монастырских орнаментах XIII, XIV, XV веков. Двуглавый орёл был гербом Неманичей в Сербии (XII—XIV века).
Древнейшим орлом из Болгарии считается изображение на сланцевой плите из Стара-Загора, относящееся к периоду XI-XII веков.

### Россия
В XIV веке на фреске с изображением Бориса и Глеба в церкви Спаса Преображения на Ковалёве (Великий Новгород) (1380 г) двуглавый орёл многократно изображён в росписи одеяния святых. Декоративные узоры в форме орла встречаются при археологических раскопках на серебряной пряжке из Гнёздовского клада и подвесках из Новгорода. В XV веке двуглавый орёл используется на монетах Великого княжества Тверского и впоследствии на княжеских печатях Московского государства (1497). 
В "Хронике Констанцкого собора" Ульриха Рихенталя (XV век) содержится упоминание о королевстве Червонной Руси, где изображён двуглавый орёл., вероятно, что встречается он и на фреске Софийского собора в Киеве — на одежде Ярослава Мудрого изображены «светлые» двуглавые орлы (1037).
В дореволюционной исторической литературе неоднократно упоминается, что гербом Черниговского княжества с давних времён является двуглавый орёл, хотя прямых свидетельств того, что он действительно использовался в качестве княжеской символики в домонгольский период, нет. Косвенными же доказательствами могут служить найденный при раскопках кургана Чёрная могила княжеский турий рог с одноглавым орлом на оковке, высеченное из камня изображение двуглавого орла на стене Борисоглебского собора в Чернигове (собор был построен не позже 1123 года, перестроен в период 1627—1628 годов), а также то, что многие потомки князя Святослава Ярославича, родоначальника династии черниговских князей, использовали в своих родовых гербах чёрного двуглавого орла. Эта гербовая фигура была также закреплена за Черниговом в Речи Посполитой: на сейме в 1633 году польский король Владислав IV утвердил герб Черниговского воеводства — чёрного двуглавого орла.
- Орёл из болгарского Стара-Загора, Национальный археологический музей
- барельеф в сербском монастыре Каленич
- орёл в греческом музее Мистры.

## Варианты изображения и сходные символы
- Головы двуглавого орла Священной Римской империи изображались в нимбах.
- В мифологии встречается такая фантастическая фигура, как трёхглавый орёл, используется также и в геральдике.
- На штандарте Президента Туркменистана изображён пятиглавый орёл.

## Использование

### Современные государства
Двуглавый орёл используется на гербах и флагах современных государств. В некоторых государствах орёл не является общегосударственным символом, но используется в символике вооружённых сил, полиции или административных единиц (см. ниже).

#### Албания
В символике Албании двуглавый орёл представлен на гербе и флаге, а также на албанском леке и т. д. Орёл чёрного цвета, лапы разжаты, из клюва высунут язык. Каждое крыло снабжено девятью перьями. Фон изображения красный. 
- Герб Албании
- Флаг Албании

#### Армения
В символике Армении двуглавый орёл встречается на гербе (правый верхний угол щита, геральдически левый). Он представлен гербом царского рода Аршакуни. 
Поскольку Армения была христианизирована именно при Аршакуни, двуглавый орёл также используется, как символ патриаршей власти католикоса, при этом двуглавый орёл увенчан единой короной и имеет щит на груди, на котором изображён христианский крест.
- Герб Армении

#### Россия
Хотя из государственных символов России двуглавый орёл изображён только на гербе, он широко представлен в российской символике. Это Штандарт президента, ведомственные флаги и эмблемы федеральных ведомств, российский рубль (монеты и купюры номиналом 200 и 2000 рублей), почтовые марки, государственные награды, ведомственные награды и т. д.
- Герб Российской Федерации
- Штандарт президента Российской Федерации (с 1994)

#### Сербия
Особый геральдический тип двуглавого орла используется в государственной символике Сербии, на гербе и на флаге, а также на почтовых марках и т. д.
- Герб Сербии
- Флаг Сербии

#### Черногория
Как и у соседей по Балканам, двуглавый орёл есть и на
гербе, и на флаге Черногории, а также на других символах.
- Герб Черногории
- Флаг Черногории

### Исторические государства
Двуглавый орёл использовался на гербах и флагах исторических государств. Сам Двуглавый орёл использовался на гербах и флагах исторических государств как символ власти, могущества и единства двух миров — небесного и земного. Этот загадочный и величественный образ восходит к древним цивилизациям, где орёл олицетворял божественное начало и воинскую доблесть. Он являлся щитом и символом, защищающим государства от внешних угроз и внутренних катастроф. Во времена Римской империи двуглавый орёл стал символом легионов и государственной власти, а впоследствии был заимствован различными народами, включая Византию и Русь. Его изображения украшали монеты, знамена и царские регалии, создавая ауру непобедимости. В течение столетий этот символ эволюционировал, сохраняя свою значимость и трансформируясь в различных культурных контекстах. Сегодня двуглавый орёл остаётся актуальным символом, вызывающим гордость и патриотизм у народов, которые приняли его наследие. Он напоминает о связях между прошлым и настоящим, о вечных ценностях, которые объединяют людей под одним знаменем.
| Страна                                                          | Использование | Период        | Герб | Флаг, другая эмблема |
| --------------------------------------------------------------- | --- | ------------- | ---- | -------------------- |
| Австрийская империя                                             | Герб | 1815—1867     |      |                      |
| Австро-Венгрия                                                  | Герб, крона, почтовые марки, ордена | 1867—1918     |      |                      |
| Федеративное государство Австрия                                | Герб | 1934—1938     |      |                      |
| Временное правительство Албании                                 | Флаг | 1912—1914     |      |                      |
| Княжество Албания                                               | Герб, флаг | 1914—1925     |      |                      |
| Албанская республика                                            | Герб, флаг | 1925—1928     |      |                      |
| Албанское королевство                                           | Герб, флаг, албанский лек, албанский франк | 1928—1939     |      |                      |
| Албанское королевство (в личной унии с Королевством Италия)     | Герб, флаг | 1939—1943     |      |                      |
| Независимое Государство Албания                                 | Флаг | 1943—1944     |      |                      |
| Демократическое правительство Албании                           | Флаг | 1944—1946     |      |                      |
| Народная Социалистическая Республика Албания                    | Флаг, герб | 1946—1992     |      |                      |
| Византийская империя                                            | Эмблема Палеологов | До 1452       |      |                      |
| Германский союз                                                 | Герб, талер | До 1866       |      |                      |
| Княжество Зета                                                  | Герб Черноевичей, знамя Черноевичей | 1356—1496     |      |                      |
| Испанская империя                                               | Герб Карла I |               |      |                      |
| Княжество Кастриоти                                             | Герб Кастриоти | 1389—1444     |      |                      |
| Автономная албанская республика Корча                           | Флаг | 1916—1920     |      |                      |
| Республика Косово (частично признана, де-юре часть Югославии)   | Флаг | 1991—2000     |      |                      |
| Крымское краевое правительство                                  | Флаг | 1918—1919     |      |                      |
| Лежская лига                                                    | Герб Кастриоти, печать Скандербега | 1444—1479     |      |                      |
| Герцогство Масса и Каррара                                      | Герб, флаг | 1473—1829     |      |                      |
| Княжество Майсур                                                | Эмблема | 1399—1799     |      |                      |
| Графство Пальярс                                                | Герб | IX век — 1011 |      |                      |
| Перемышльское княжество (удел Галицко-Волынского)               | Герб | 1031—1124     |      |                      |
| Российская империя                                              | Герб, государственное знамя, императорский штандарт и другие флаги, рубль, марки, марки-деньги, награды, императорский скипетр, бородовой знак | 1721—1917     |      |                      |
| Российская республика                                           | Эмблема, керенки | 1917          |      |                      |
| Российское государство                                          | Герб (де-факто), кредитные билеты, сибирский рубль                                                                                             | 1918—1920     |      |                      |
| Русское царство                                                 | Герб, военные стяги, трон | 1497          |      |                      |
| Священная Римская империя                                       | Герб, талер, флаг | До 1806       |      |                      |
| Сербское княжество (Рашка)                                      | Герб Неманичей | 825—1217      |      |                      |
| Сербское королевство                                            | Герб Неманичей | 1217—1346     |      |                      |
| Сербское царство                                                | Герб Неманичей, флаг | 1346—1371     |      |                      |
| Моравская Сербия                                                | Герб Лазаревичей | 1371—1402     |      |                      |
| Сербская деспотия                                               | Герб, знамя | 1402—1540     |      |                      |
| Королевство Сербия                                              | Герб, Флаг, ордена | 1882—1918     |      |                      |
| Правительство национального спасения Сербии                     | Флаг, герб | 1941—1944     |      |                      |
| Республика Сербская Краина (непризнанна, де-юре часть Хорватии) | Герб, флаг | 1991—1995     |      |                      |
| Княжество Феодоро                                               | Символ | 1204—1475     |      |                      |
| Свободный город Фиуме                                           | Герб | 1920—1924     |      |                      |
| Владыкат Черногория                                             | Герб | 1697—1852     |      |                      |
| Княжество Черногория                                            | Герб, флаг | 1852—1910     |      |                      |
| Королевство Черногория                                          | Герб, флаг | 1910—1918     |      |                      |
| Королевство Черногория                                          | Герб, флаг | 1941—1944     |      |                      |
| Королевство сербов, хорватов и словенцев                        | Герб, ордена | 1918—1929     |      |                      |
| Королевство Югославия                                           | Герб, ордена | 1929—1945     |      |                      |
| Союзная Республика Югославия                                    | Герб | 1992—2003     |      |                      |
| Сербия и Черногория                                             | Герб | 2003—2006     |      |                      |

### Вооружённые силы и правоохранительные органы
Двуглавый орёл использовался Вооружёнными силами и правоохранительными органами как символ силы и власти, олицетворяя единство земли и неба, воинственность и защиту. Этот величественный эмблема служила не только визуальным знаком, но и источником вдохновения для солдат, воплощая в себе идеалы чести, патриотизма и мужества. Узор двуглавого орла был вписан в гербы различных полков и дивизий, придавая каждой единице уникальную гордость и принадлежность. В праздничные дни, когда военные маршировали по улицам, этот орёл, вознося свои крылья, привлекал взгляды граждан, вызывая чувство безопасности и уверенности. В его образе переплетались традиции и современность, что делало его неотъемлемой частью национальной идентичности. С течением времени двуглавый орёл стал символом не только военной, но и гражданской силы. Он использовался в символике правоохранительных органов, напоминая о важности порядка и закона в обществе. Его присутствие во всех аспектах жизни служило напоминанием о необходимости защиты интересов народа и государства.
| Страна          | Использование | Изображение |
| --------------- | --- | ----------- |
| Албания         | Эмблема Вооружённых сил, флаг ВМС |             |
| Греция          | Флаг Генерального штаба Греческой армии |             |
| Испания         | Герб Морской пехоты |             |
| Испания         | Герб Парка и центра материального обслуживания инженеров Сухопутных войск                                                                                |             |
| Республика Кипр | Эмблема Национальной гвардии |             |
| Россия          | Эмблема и Знамя Вооружённых Сил, Эмблема Верховного главнокомандующего, эмблемы видов и родов Вооружённых Сил, штандарты Вооружённых Сил, погоны Маршала |             |
| Сербия          | Эмблема Вооружённых сил, эмблемы Сухопутных войск, Военно-воздушных сил и войск ПВО, Генерального штаба, эмблема Специальной антитеррористической группы |             |
| Турция          | Эмблема Генерального директората безопасности |             |
| Черногория      | Эмблема Вооружённых сил |             |
| Шри-Ланка       | Эмблема Бронетанкового корпуса |             |

### Историческая военная символика
Двуглавый орёл — один из самых древних и значимых символов, который на протяжении веков использовался в различных культурах как военная эмблема, олицетворяющая могущество и стабильность государства. Он впервые стал известным в древнем Вавилоне, а затем распространился по всей территории Востока, включая Персию и Византию. Однако сегодня его наиболее известная интерпретация ассоциируется с Россией, где этот символ был принят как имперский герб. Двуглавый орёл символизирует единство двух начал — Востока и Запада, мира и войны, земного и небесного. Его мощные крылья способствуют чувству безопасности и защиты, в то время как грозный взгляд, устремлённый вперёд, внушает страх врагам. В эпоху средневековых сражений двуглавый орёл становился не только эмблемой государства, но и символом достоинства и благородства его воинов. Таким образом, двуглавый орёл остаётся важным историческим символом, олицетворяющим военное могущество и духовное единство нации, укрепляя её идентичность и наследие.
| Страна                | Вид, род войск                  | Военизированное формирование                        | Период    | Использование                                                                | Изображение |
| --------------------- | ------------------------------- | --------------------------------------------------- | --------- | ---------------------------------------------------------------------------- | ----------- |
| Российская империя    | Вооружённые силы                | РИА (как основные ВС)                               | 1721—1917 | Воинские знамёна, гербы полков, борта военных кораблей, пикельхельмы и каски |             |
| Королевство Югославия | Королевские Военно-морские силы | Военно-морской флаг Королевства Югославия 1922-1941 | 1922—1941 | Флаг                                                                         |             |
| Великобритания        | Британская армия                | Мерсийская бригада                                  | 1948—1964 | Эмблема                                                                      |             |
| Италия                | Сухопутные войска               | 1-й пехотный полк                                   | До 2008   | Герб                                                                         |             |
| нацистская Германия   | СС                              | 21-я горная дивизия СС «Скандербег» (1-я албанская) | До 1944   | Официальная эмблема                                                          |             |

### Административные единицы
Двуглавый орёл используется на гербах регионов различных государств. Двуглавый орёл, величественный и таинственный, является символом власти и имперского величия в гербах множества регионов. Этот мифический хищник, расправивший свои могучие крылья, олицетворяет единство и сопряжение различных культур, держав и народов. Его образ часто ассоциируется с защитой, непоколебимостью и мудростью, что делает его неотъемлемой частью геральдики. В России двуглавый орёл, как один из главных символов, подразумевает двойственность власти и объединение востока и запада. На гербах других государств двуглавый орёл также играет значимую роль, подчеркивая исторические связи и политические стремления. Он возникает на флагах, печатях и монетах, воплощая в себе идеалы государства и его территориальной целостности. Символика двуглавого орла вызывает волнение и уважение, отражая богатое историческое наследие. Во многих культурах он служит защитником, охраняющим народ от внешних угроз, и хранителем традиций, что еще больше укрепляет его статус как значимого геральдического знака. Его величие и красота продолжают вдохновлять поколения, заставляя помнить, что сила в единстве.
| Страна        | Административная единица             | Использование         | Герб | Флаг, другая эмблема |
| ------------- | ------------------------------------ | --------------------- | ---- | -------------------- |
| Австрия       | Винер-Нойштадт                       | Герб                  |      |                      |
| Австрия       | Кремс-на-Дунае                       | Герб                  |      |                      |
| Гватемала     | Салама                               | Герб                  |      |                      |
| Германия      | Альб-Дунай (район)                   | Герб                  |      |                      |
| Германия      | Деггендорф (район)                   | Герб                  |      |                      |
| Германия      | Дуйсбург                             | Герб, флаг            |      |                      |
| Германия      | Кёльн                                | Герб                  |      |                      |
| Германия      | Любек                                | Герб, флаг            |      |                      |
| Германия      | Нойс                                 | Герб                  |      |                      |
| Германия      | Ортенау (район)                      | Герб                  |      |                      |
| Германия      | Руланд                               | Герб                  |      |                      |
| Германия      | Швабия (округ)                       | Герб                  |      |                      |
| Германия      | Эссен                                | Герб, флаг            |      |                      |
| Греция        | Афон                                 | Неофициальная эмблема |      |                      |
| Индия         | Карнатака (штат)                     | Герб                  |      |                      |
| Испания       | Альтеа                               | Герб, флаг            |      |                      |
| Испания       | Баньос-де-Эбро                       | Герб                  |      |                      |
| Испания       | Бениарбеч (город)                    | Герб, флаг            |      |                      |
| Испания       | Ла-Бисбаль-де-Монсан                 | Герб                  |      |                      |
| Испания       | Сорт                                 | Герб, флаг            |      |                      |
| Испания       | Тарасона-де-ла-Манча (муниципалитет) | Герб                  |      |                      |
| Испания       | Толедо (провинция)                   | Герб, флаг            |      |                      |
| Испания       | Толедо (город)                       | Герб, флаг            |      |                      |
| Италия        | Акила (контрада Сиены)               | Символ                |      |                      |
| Италия        | Веллетри                             | Герб                  |      |                      |
| Италия        | Виллафрати                           | Герб, флаг            |      |                      |
| Италия        | Контроне                             | Герб, флаг            |      |                      |
| Италия        | Пьяна-дельи-Альбанези                | Герб                  |      |                      |
| Италия        | Ровиго (провинция)                   | Герб                  |      |                      |
| Колумбия      | Тунха                                | Герб                  |      |                      |
| Нидерланды    | Арнем                                | Герб, флаг            |      |                      |
| Нидерланды    | Болсвард                             | Герб, флаг            |      |                      |
| Нидерланды    | Гронинген (провинция)                | Герб                  |      |                      |
| Нидерланды    | Гронинген (город)                    | Герб                  |      |                      |
| Нидерланды    | Неймеген                             | Герб                  |      |                      |
| Польша        | Бжезинский повят                     | Герб, флаг            |      |                      |
| Польша        | Бжозувский повят                     | Герб, флаг            |      |                      |
| Приднестровье | Бендеры                              | Герб, флаг            |      |                      |
| Россия        | Воронеж                              | Герб, флаг            |      |                      |
| Россия        | Гатчина                              | Герб                  |      |                      |
| Россия        | Донецкая Народная Республика         | Герб                  |      |                      |
| Россия        | Краснодар                            | Герб, флаг            |      |                      |
| Россия        | Краснодарский край                   | Герб, флаг            |      |                      |
| Россия        | Новороссийск                         | Герб, флаг            |      |                      |
| Россия        | Новочеркасск                         | Герб, флаг            |      |                      |
| Россия        | Оренбург                             | Герб, флаг            |      |                      |
| Россия        | Оренбургская область                 | Герб, флаг            |      |                      |
| Россия        | Орловская область                    | Герб, флаг            |      |                      |
| Россия        | Осташков                             | Герб, флаг            |      |                      |
| Россия        | Осташковский городской округ         | Герб, флаг            |      |                      |
| Россия        | Ростовская область                   | Герб                  |      |                      |
| Россия        | Санкт-Петербург                      | Герб, флаг            |      |                      |
| Россия        | Ставропольский край                  | Герб, флаг            |      |                      |
| Сербия        | Белград                              | Герб                  |      |                      |
| Сербия        | Валево                               | Герб, флаг            |      |                      |
| Сербия        | Ниш                                  | Герб, флаг            |      |                      |
| Турция        | Конья                                | Герб                  |      |                      |
| Турция        | Эрзинджан                            | Герб                  |      |                      |
| Украина       | Черниговская область                 | Герб, флаг            |      |                      |
| Франция       | Азенкур (коммуна)                    | Герб                  |      |                      |
| Франция       | Камбре                               | Герб                  |      |                      |
| Франция       | Памье (город)                        | Герб                  |      |                      |
| Хорватия      | Риека                                | Герб, флаг            |      |                      |
| Чехия         | Чешский Брод                         | Герб                  |      |                      |
| Чили          | Лаго-Ранко (коммуна)                 | Герб                  |      |                      |
| Швейцария     | Шлат (коммуна)                       | Герб                  |      |                      |

### Историческая символика административных единиц
Исторические административные единицы и историческая символика существующих административных единиц. Двуглавый орел, являясь символом власти и величия, на протяжении веков олицетворяет объединение различных исторических административных единиц. Этот герб, коренящийся в византийских традициях, нашел свое выражение в различных странах, включая Россию, где он стал неотъемлемой частью государственной символики.
Анализируя исторические административные единицы, можно выделить влияние двуглавого орла на формирование их идентичности. Вопросы централизованной власти и местного самоуправления часто находили отражение в этом мощном символе, служившем напоминанием о единстве и преемственности.
Двуглавый орел стал также представителем различных регионов, объединяя их под своим крылом, что демонстрировало разнообразие культур и традиций. В разные эпохи он сопровождал важнейшие события, от военных побед до политических реформ, закрепляя свои позиции как символ исторической памяти и национального единства. 
| Страна                                            | Административная единица                                                         | Использование          | Период               | Герб | Флаг, другая эмблема |
| ------------------------------------------------- | -------------------------------------------------------------------------------- | ---------------------- | -------------------- | ---- | -------------------- |
| Австрия                                           | Вена                                                                             | Герб                   | 1461—1925, 1934—1938 |      |                      |
| Австрийская империя, Австро-Венгрия               | Австрийское Приморье                                                             | Герб                   | 1849—1918            |      |                      |
| Австрийская империя, Австро-Венгрия               | Королевство Венгрия                                                              | Герб                   | 1867—1918            |      |                      |
| Австрийская империя, Австро-Венгрия               | Ломбардо-Венецианское королевство                                                | Герб, флаг             | 1815—1866            |      |                      |
| Австрийская империя, Австро-Венгрия               | Сербская Воеводина                                                               | Герб, флаг             | 1848—1849            |      |                      |
| Австрийская империя, Австро-Венгрия               | Воеводство Сербия и Темешварский банат                                           | Герб, флаг             | 1849—1860            |      |                      |
| Австрийская империя, Австро-Венгрия               | Свободный портовый город Фиуме                                                   | Герб                   | 1868—1918            |      |                      |
| Княжество Албания                                 | Автономная республика Северного Эпира                                            | Флаг, герб             | 1914                 |      |                      |
| Босния и Герцеговина                              | Республика Сербская                                                              | Герб                   | 1992—2007            |      |                      |
| Российская империя                                | Гетманщина под управлением второй Малороссийской коллегии                        | Герб                   | 1764—1782            |      |                      |
| Российская империя                                | Новая Сечь                                                                       | Флаг (лицевая сторона) | 1734                 |      |                      |
| Российская империя                                | Великое княжество Финляндское                                                    | Герб                   | 1809—1917            |      |                      |
| Российская империя                                | Области (например, Таврическая, Войска Донского)                                 | Гербы                  | 1809—1917            |      |                      |
| Российская империя                                | Губернии (например, Бессарабская, Таврическая)                                   | Гербы                  | 1809—1917            |      |                      |
| Российская империя                                | Города (например, Кишинёв, Мелитополь, Минск, Орша, Одесса, Симферополь, Херсон) | Гербы                  | 1809—1917            |      |                      |
| Союзная Республика Югославия, Сербия и Черногория | Республика Черногория                                                            | Герб                   | 1992—2006            |      |                      |
| Российская империя                                | Севастополь                                                                      | Герб                   | 1893—1917            |      |                      |
| Украина                                           | Севастополь                                                                      | Герб                   | 1994—2000            |      |                      |

### Дворянские гербы
В Российской империи у жалованных императором родов двуглавый орёл изображался в нашлемнике, символизируя единство и силу государства. Его крылья, раскинутые в упор к небесам, олицетворяли стремление к высоким идеалам и утопическим мечтам, а золотая корона, венчающая голову, подчеркивала царственное происхождение и незыблемость власти. Эта эмблема, нежась на фоне крепостей и величественных палат, становилась безмолвным свидетелем множества историй, овеянных славой и трагедией. Каждый новый род, получавший жалованную грамоту, вносил свою мелодию в симфонию имперского наследия, обогащая культурное полотно России. Двуглавый орёл, как хранитель традиций, разглядывал в будущем — он, расправив могучие крылья, символизировал не только военную мощь, но и духовное единство народов, живущих под покровом империи.С течением времени этот символ обрел новые интерпретации, становясь не только знаком принадлежности, но и воплощением надежд и амбиций целых поколений. Его отсветы видны в залах дворцов и на страницах исторических хроник, где он продолжает жить в памяти людей, вдохновляя на подвиги и свершения во имя общих идеалов.
| Страна                  | Имя | Использование            | Герб, флаг |
| ----------------------- | --- | ------------------------ | ---------- |
| Албания                 | Кастриоти | Герб                     |            |
| Армения                 | Мамиконяны | Флаг княжеского рода     |            |
| Ватикан                 | Александр VIII | Папский герб             |            |
| Ватикан                 | Климент XIII | Папский герб             |            |
| Венгрия                 | Балог | Герб                     |            |
| Греция, Италия          | Джустиниани | Герб                     |            |
| Грузия, Россия          | Андрониковы | Герб                     |            |
| Иран                    | Али Реза II Пехлеви | Герб кронпринца          |            |
| Ирландия                | Клан Джойс | Герб клана               |            |
| Испания                 | Эрнан Кортес | Герб                     |            |
| Италия                  | Да Полента | Герб                     |            |
| Италия                  | Монтефельтро | Герб                     |            |
| Мальтийский орден       | Жан де Ласкарис-Кастеллар | Герб                     |            |
| Польша                  | Графы Валевские | Першхала (вариант герба) |            |
| Польша                  | Воейко | Кантакузен               |            |
| Польша                  | Графы Круковецкие | Помян (вариант герба)    |            |
| Польша                  | Фонтана | Фонтана                  |            |
| Польша                  | Князья Яблоновские | Герб                     |            |
| Польша, Россия          | Подбереские | Герб                     |            |
| Россия                  | Аверины, Александровы, Апраксины, Бородины, Бутурлины, Воронцовы, Вязмитиновы, Зубовы, Канкрины, Коновницыны, Кутайсовы, Лефорт, Ляпуновы, Меллеры-Закомельские, Олсуфьевы, Потёмкины, Ростопчины, Сабанеевы, Салтыковы, Суворовы-Рымникские, Сумароковы, Тормасовы, Треповы, Черкасовы, Чичаговы,Князья Барклай-де-Толли,Данлоп | Гербы                    |            |
| Россия                  | Графы Дибич | Герб                     |            |
| Россия                  | Графы Ламздорфы | Герб                     |            |
| Россия                  | Графы Остен-Сакены | Герб                     |            |
| Россия                  | Князья Палей | Герб                     |            |
| Россия                  | Графы Палены | Герб                     |            |
| Россия                  | Ростопчины | Герб                     |            |
| Россия                  | Скалоны | Герб                     |            |
| Россия                  | Графы Ферморы | Герб                     |            |
| Румыния, Польша, Россия | Кантакузены | Герб (герб Кантакузен)   |            |
| Сербия                  | Карагеоргиевичи | Герб                     |            |
| Сербия                  | Лазаревичи | Герб                     |            |
| Сербия                  | Неманичи | Герб                     |            |
| Сербия                  | Обреновичи | Герб                     |            |
| Франция                 | Бертран Дюгеклен | Герб                     |            |
| Украина, Россия         | Безбородко | Герб                     |            |
| Украина, Россия         | Завадовские | Герб                     |            |
| Украина, Россия         | Паскевичи | Герб                     |            |
| Украина, Россия         | Разумовские | Герб                     |            |
| Хорватия, Россия        | Подгоричани | Герб                     |            |
| Черногория              | Петровичи | Герб                     |            |
| Черногория              | Черноевичи | Герб                     |            |
| Черногория, Россия      | Ивеличи | Герб                     |            |

### Образовательные учреждения
Двуглавый орел, символизирующий величие и устойчивость, высоко парит над образовательными учреждениями, которые играют ключевую роль в формировании будущего общества. Как мощный страж знаний, он напоминает нам о необходимости образования для создания граждан, способных эффективно решать вызовы современности. В атмосфере учебных заведений, пронизанной духом сотрудничества и стремления к истине, молодые умы развивают навыки, которые станут основой для процветания страны. Каждая школа и университет, подобно мощному крылу орла, направляют своих воспитанников в исследование мира, наделяя их критическим мышлением и творческим подходом. Инклюзивное образование, как зеркало разнообразия, отражает достижения и мечты нации. Двуглавый орел, следящий за прогрессом, символизирует единство, позволяя каждому обучающемуся не только познавать, но и создавать. Таким образом, образовательные учреждения становятся прочным мостом между прошлым и будущим, где двуглавый орел венчает стремление к унификации знаний и духовного подъема, оживляя надежды миллионов на светлое завтра.
| Страна  | Учреждение                                      | Использование | Изображение |
| ------- | ----------------------------------------------- | ------------- | ----------- |
| Испания | Гранадский университет                          | Герб          |             |
| Турция  | Сельчукский университет                         | Эмблема       |             |
| Турция  | Турецкая национальная полицейская академия      | Эмблема       |             |
| Россия  | Санкт-Петербургский государственный Университет | Герб          |             |

### Негосударственные организации
Двуглавого орла как символ использовали и используют разнообразные негосударственные и полугосударственные, общественные, политические, коммерческие и военизированные организации.Двуглавый орел, олицетворяющий мощь и единство, стал неотъемлемым атрибутом множества организаций, стремящихся подчеркнуть свои амбиции и традиции. Его символика устремляется в глубь веков, напоминая о богатой истории и культурной наследии. Негосударственные и полугосударственные организации, включая культурные и образовательные учреждения, используют образ орла для обозначения своей связи с историческими корнями и духовными ценностями. Политические партии, стремящиеся к консолидации власти, присваивают его как символ решимости и неподкупности.В коммерческом секторе двуглавый орел часто ассоциируется с роскошью и высоким качеством, становясь логотипом брендов, которые желают акцентировать свою исключительность. Военизированные структуры обращаются к этому образу как к знаку патриотизма и силы, выражая свою преданность стране и народу. Таким образом, двуглавый орел обретает многогранность, становясь универсальным символом, который находит отражение в самих различных аспектах общественной жизни, объединяя людей вокруг общих идеалов и стремлений.
| Страна, диаспора   | Организация                              | Использование           | Изображение |
| ------------------ | ---------------------------------------- | ----------------------- | ----------- |
| Российская империя | Российско-американская компания          | Флаг                    |             |
| Российская империя | Двуглавый орёл (молодёжная организация)  | Название                |             |
| Русское зарубежье  | Российская фашистская партия             | Знамя, партийный значок |             |
| Югославия          | Белые Орлы (военизированная организация) | Талисман                |             |

### Религия и оккультизм
Двуглавый орел, как символ, уходит корнями в многовековую историю, отражая сложные переплетения религии и оккультизма. Этот мифический зверь, наделенный двойной плоскостью взгляда, символизирует одновременно земное и небесное, известное и таинственное. В религиозной традиции двуглавый орел часто ассоциируется с божественной защитой, указывая на единство материи и духа, на взаимодействие видимого мира с потусторонним. Оккультизм, в свою очередь, обрамляет этот символ в свои мистические практики, исследуя, как двуглавый орел может открывать доступ к скрытым знаниям. В эзотерических учениях его изображения используются для медитации, считая, что это помогает соединить сознание с высшими сферами. Ритуалы, в которых задействованы изображения двуглавого орла, способны пробуждать древние силы, помогая верующим и исследователям достигнуть нового понимания своего места в мире.Символика двуглавого орла, пронизанная многозначностью, продолжает вдохновлять философов и художников, оставаясь предметом изучения и восхищения.
| Направление                         | Организация                                 | Использование                                                                             | Изображение                                                                                  |
| ----------------------------------- | ------------------------------------------- | ----------------------------------------------------------------------------------------- | -------------------------------------------------------------------------------------------- |
| Православие                         | Албанская православная церковь              | Неофициальная эмблема                                                                     |                                                                                              |
| Православие                         | Кипрская православная церковь               | Эмблема, флаг                                                                             |                                                                                              |
| Православие                         | Константинопольская православная церковь    | Неофициальная эмблема                                                                     |                                                                                              |
| Православие                         | Сербская православная церковь               | Герб Патриарха                                                                            |                                                                                              |
| Православие                         | Элладская православная церковь              | Эмблема                                                                                   |                                                                                              |
| Православие                         | Афон                                        | Неофициальная эмблема                                                                     |                                                                                              |
| Древневосточные православные церкви | Армянская Апостольская церковь              | символ Католикоса всех армян                                                              |                                                                                              |
| Католицизм                          | Базилика де ла Ангустияс (Гранада, Испания) | Символ на фасаде                                                                          |                                                                                              |
| Масонство                           | Древний и принятый шотландский устав        | Эмблема Древнего и принятого шотландского устава, герб Верховных советов Южной Юрисдикции | - Эмблема Древнего и принятого шотландского устава - Герб Верховных советов Южной Юрисдикции |
| Новое религиозное движение          | Орден солнечного храма                      | Символ                                                                                    |                                                                                              |

### В культуре

#### Здания и памятники
Двуглавые орлы используются как элемент украшения множества зданий и монументов, некоторые из них являются памятниками архитектуры и истории.
Двуглавыми орлами до 1935 года были увенчаны четыре башни Московского Кремля (Спасская, Боровицкая, Троицкая, Никольская), до 1918 года — башня Сююмбике в Казани. После 1991 года двуглавые орлы были восстановлены на башнях Государственного исторического музея (в 1997 году) и на шатре Передних ворот в Коломенском (в 1994 году). Двуглавые орлы также украшают фасад московского Большого театра, Пожарной каланчи в Костроме, Петровских ворот Петропавловской крепости, ограду из орудийных стволов Спасо-Преображенского собора в Петербурге, внутреннее убранство Большого Петергофского дворца.
Точно так же обстоит дело и с памятниками. Бременский Роланд держит щит с двуглавым орлом (гербом Священной Римской империи). Двуглавые орлы украшали уничтоженный Памятник Николаю I (Киев), дореволюционный вариант памятника Ивану Сусанину, памятник М. Д. Скобелеву в Белостоке. Из ныне существующих памятников изображения двуглавых орлов использованы при создании Александровской колонны в Петербурге, памятника «Борцам за власть Советов на Дальнем Востоке» во Владивостоке, обелиска от войск Пугачёва в Кунгуре, Памятника затопленным кораблям в Севастополе, памятника Александру III в Иркутске, памятников Мемориально-паркового комплекса героев Первой мировой войны в Москве.
| Двуглавые орлы в русской архитектуре | Двуглавые орлы в русской архитектуре | Двуглавые орлы в русской архитектуре                | Двуглавые орлы в русской архитектуре | Двуглавые орлы в русской архитектуре |
| Изображение                          | Годы создания                        | Место нахождения                                    | Примечания |                                      |
| ------------------------------------ | ------------------------------------ | --------------------------------------------------- | --- | ------------------------------------ |
|                                      | 1490                                 | Боровицкая башня                                    | Двуглавый орёл является одной из фигур, изображённых на трёх белокаменных гербах над аркой Боровицкой башни. Сергей Девятов полагает, что фигуры могли сохраниться со времени постройки башни. Олег Ульянов связывает возникновение орлов с реконструкцией в начале XIX века. Датировка фигур будет проведена при плановой реставрации башни.         |                                      |
|                                      | XVII век                             | Башни Московского Кремля                            | Двуглавый орёл на Спасской башне появился при царе Алексее Михайловиче. В начале XX века орлы присутствовали на Спасской, Никольской, Троицкой и Боровицкой башнях. Кроме этого, орлы присутствовали на шатровых завершениях куполов Исторического музея, Суворовского музея, башни Сююмбике (Казань), Особой палаты Большого дворца (Петергоф) и др. |                                      |
|                                      | 1642—1645                            | Московский печатный двор                            | Декоративные изображения двуглавых орлов в оформлении здания |                                      |
|                                      | 1706                                 | Колокольня Софийского собора (Киев)                 | Двуглавые орлы изображены в декорированном оформлении первого яруса колокольни |                                      |
|                                      | 1720                                 | Петровские ворота Петропавловской крепости          | Стальная фигура двуглавого орла отлита французским мастером-литейщиком Франсуа Паскаль Вассу (Vassou François-Pascal), взамен скульптурного аналога, уже существовавшего в 1713-1717 годах. |                                      |
|                                      | 1720—1750                            | Константиновский дворец                             | Современный вид дворец получил после капитальной реставрации 2000—2003 годов |                                      |
|                                      | 1731—1745                            | Колокольня Киево-Печерской лавры                    | Скульптурные изображения двуглавых орлов использованы в обрамлении четвёртого яруса колокольни, архитектор Г. И. Шедель. |                                      |
|                                      | 1753—1757                            | Красные ворота                                      | Триумфальная арка в честь победы в Полтавской битве возведена в 1709 году. Перестроена в камне архитектором Д. В. Ухтомским. Снесена при советской власти в 1927 году. |                                      |
|                                      | 1760—1770                            | Знаменка (усадьба)                                  | Двуглавый орёл изображён в декоре главного фасада, украшенном в стиле барокко |                                      |
|                                      | 1774—1776                            | Ново-Екатерининская больница                        | Усадьба князя Гагарина была построена по проекту архитектора М. Ф. Казакова. В XIX веке архитектором О.И. Бове перестроена под больницу. При советской власти фигура орла на фронтоне фасада была заменена гербом СССР, историческое изображение восстановлено при реставрации в 2015 году.                                                           |                                      |
|                                      | 1786                                 | Колокольня Крестовоздвиженского монастыря (Полтава) | Изображение двуглавого орла над порталом первого яруса колокольни |                                      |
|                                      | 1800—1805                            | Санкт-Петербургский монетный двор                   | Здание построено архитектором А. Порто. Перестраивалось в 1839-1844 годах под надзором Э.Х. Анерта и Антона Матвеевича Куци. В советское время на фронтоне демонтировали фигуру орла и установили герб СССР. Исторический символ был восстановлен в 2014 году к 290-летнему юбилею.                                                                   |                                      |
|                                      | 1803—1805                            | Мариинская больница                                 | Здание построено архитектором Д. Кваренги. В советское время орёл, располагавшийся на фронтоне, был демонтирован. Восстановлен в ходе реставрационных работ 2005—2008 годов. |                                      |
|                                      | 1806—1808                            | Смольный институт                                   | Здание построено архитектором Д. Кваренги. В советское время на фасаде здания вместо орла был установлен герб СССР. В 1994 году историческая фигура орла на фронтоне здания Смольного института воссоздана скульптором Борисом Михайловичем Сергеевым, совместно с О.Н. Понкратовой и А.В. Широковым.                                                 |                                      |
|                                      | 1808—1809                            | Константиновское артиллерийское училище             | архитектор Штауберт А. Е. |                                      |
|                                      | 1806—1811                            | Санкт-Петербургский горный университет              | Орёл на портике архитектурного ансамбля Горного университета, арх. А. Н. Воронихин. В советское время демонтирован в 1930-х годах, восстановлен в 2016 году. |                                      |
|                                      | 1811—1814                            | Здание Синодальной типографии                       | Изображение двуглавого орла на фронтоне фасадной части здания в советское время заменили гербом СССР. Историческое изображение орла не восстановлено. |                                      |
|                                      | 1823                                 | Главное адмиралтейство                              | Двуглавый орёл в декорном обрамлении арки. Архитектор А.Д. Захаров, скульпторы А.А. Анисимов, В.И. Демут-Малиновский, С.С. Пименов, А.И. Теребенёв, Ф.Ф. Щедрин. |                                      |
|                                      | 1825                                 | Здание Большого театра                              | Фигура орла присутствовала на фасаде театра О. И. Бове, открывшемся в 1825 году, здание было перестроено в 1856 году. В советское время орёл был заменён эмблемой с советской символикой. Исторический символ был воссоздан при реконструкции в 2010 году.                                                                                            |                                      |
|                                      | 1826                                 | Садовая улица (Павловск)                            | архитектор Карл Росси |                                      |
|                                      | 1824—1827                            | Николаевские ворота (Динабургская крепость)         | |                                      |
|                                      | 1824—1827                            | Пожарная каланча (Кострома)                         | архитектор Фурсов П.И. |                                      |
|                                      | 1830                                 | Покровские казармы                                  | архитектор Доменико Жилярди и Ф.К. Соколов |                                      |
|                                      | 1829—1834                            | Здания Сената и Синода                              | архитектор Александр Штауберт по проекту Карла Росси |                                      |
|                                      | 1838—1849                            | Большой Кремлёвский дворец                          | Композиция из пяти двуглавых орлов на фасаде здания в 1930-х годах была заменена советскими символами. Исторические фигуры восстановлены при реконструкции 1997—1998 гг. |                                      |
|                                      | 1891                                 | Триумфальная арка (Благовещенск)                    | Автор проекта инженер Иосиф Иосифович Буковецкий. |                                      |
|                                      | 1891—1893                            | Железнодорожный вокзал Владивостока                 | Построен по проекту архитектора П.Е. Базилевского. Историческая мозаика с орлом обнаружена в ходе реставрационных работ 1994—1996 годов. |                                      |
|                                      | 1895—1898                            | Дом офицеров (Санкт-Петербург)                      | В 2000 году во время реставрации фасада здания были обнаружены неизвестные ранее изображения двуглавых орлов с лавровыми ветвями. Оригинальное майоликовые панно в советское время были закрашены краской. |                                      |
|                                      | 1908—1909                            | ДЛТ                                                 | В советское время орёл на фасаде был демонтирован. В ходе реставрационных работ 2005—2012 годов фасаду здания возвращено историческое изображение орла. |                                      |
|                                      | 1911                                 | Дом купца Т. Ф. Булычева                            | Архитектор И.А. Чарушин. |                                      |
|                                      | 1902—1913                            | Российский этнографический музей                    | Здание музея построено в 1902—1913 годах по проекту архитектора В. Ф. Свиньина. |                                      |
|                                      | 1908—1913                            | Здание Государственного банка (Нижний Новгород)     | Здание построено по проекту архитектора В. А. Покровского. |                                      |
|                                      | 1913—1914                            | Здание Государственного банка (Ростов-на-Дону)      | Здание построено по проекту архитектора М. М. Перетятковича. В советское время вместо орла был установлен герб СССР, историческое скульптурное изображение восстановлено в 1994 году. |                                      |
|                                      | 1913—1915                            | Здание Главного казначейства                        | Здание построено по проекту архитекторов Б. М. Иофана и С. С. Серафимова. В 1925 году вместо фигуры орла была установлена композиция с советской символикой. Историческое изображение орла восстановили в 1990-х годах. |                                      |
|                                      | 1913—1917                            | Феодоровский городок                                | Двуглавый орёл в декоре трапезной палаты. Архитектор Степан Кричинский. |                                      |
|                                      | 1913—1917                            | Ратная палата                                       | Здание построено по проекту архитектора С.Ю. Сидорчука. |                                      |

#### Газеты и журналы
- Герб Русского царства и Российской империи изображался на титульных листах или первых страницах многих официальных изданий (например, Московских ведомостей); это же относится и к официальным изданиям Российской Федерации.
- Газету «Двуглавый орёл» с 1911 по 1916 год издавало в Киеве одноимённое патриотическое (черносотенное) общество русской молодёжи[56][57].
- Журнал «Двуглавый орёл» издавал в Берлине в 1920—22 годы и в Париже в 1926—31 годы Высший монархический совет[56].